# Numb (EP Dotan)
Numb E.P. è il primo EP del cantautore olandese Dotan, pubblicato il 22 maggio 2020 dalla X-Energy/Energy Production srl.

## Il disco
Contiene 4 brani inediti compreso il primo singolo omonimo.

## Tracce
1. Numb – 3:39
2. No Words – 3:51
3. Letting Go – 3:36
4. Bleeding – 3:05